# Aegomorphus irumus
Aegomorphus irumus es una especie de escarabajo longicornio del género Aegomorphus,  subfamilia Lamiinae. Fue descrita científicamente por Galileo & Martins en 2011.
Se distribuye por Bolivia. Mide 10,3-10,95 milímetros de longitud.